# Hội chứng suy hô hấp cấp tính
Hội chứng suy hô hấp cấp tính (tiếng Anh:Acute respiratory distress syndrome, ARDS) là một loại suy hô hấp được đặc trưng bởi sự khởi phát nhanh chóng của tình trạng viêm lan rộng ở phổi. Các triệu chứng bao gồm khó thở (khó thở), thở nhanh (thở nhanh) và da hơi xanh (tím tái). Đối với những người sống sót, chất lượng cuộc sống giảm sút là điều phổ biến.
Các nguyên nhân có thể bao gồm nhiễm trùng huyết, viêm tụy, chấn thương, viêm phổi và viêm phổi do sặc. Cơ chế cơ bản bao gồm tổn thương lan tỏa đối với các tế bào tạo thành hàng rào của các túi khí cực nhỏ của phổi, rối loạn chức năng hoạt động bề mặt , kích hoạt hệ thống miễn dịch và rối loạn chức năng điều hòa đông máu của cơ thể. Trên thực tế, ARDS làm suy giảm khả năng trao đổi oxy và carbon dioxide của phổi. Chẩn đoán cho người lớn dựa trên tỷ lệ PaO2 /FiO2 (tỷ lệ ôxy động mạch áp suất riêng phần và ôxy truyền tới) nhỏ hơn 300 mmHg mặc dù áp lực dương cuối kỳ (PEEP) trên 5cm H2O. Phù phổi do tim, nếu là nguyên nhân gây bệnh, phải được loại trừ.
Điều trị chính bao gồm thở máy cùng với các phương pháp điều trị hướng vào nguyên nhân cơ bản. Các chiến lược thông gió bao gồm sử dụng khối lượng thấp và áp suất thấp. Nếu oxy vẫn không đủ, có thể sử dụng các biện pháp điều trị tái tạo phổi và thuốc chẹn thần kinh cơ. Nếu không đủ, trao đổi oxy hóa màng ngoài cơ thể (ECMO) có thể là một lựa chọn. Hội chứng này có tỷ lệ tử vong từ 35 đến 50%.
Trên toàn cầu, ARDS ảnh hưởng đến hơn 3 triệu người mỗi năm. Tình trạng này được mô tả lần đầu tiên vào năm 1967. Mặc dù thuật ngữ "hội chứng suy hô hấp ở người lớn" đôi khi được sử dụng để phân biệt ARDS với " hội chứng suy hô hấp ở trẻ sơ sinh", nhưng sự đồng thuận quốc tế cho rằng "hội chứng suy hô hấp cấp tính" là thuật ngữ tốt nhất vì ARDS có thể ảnh hưởng đến tất cả mọi người lứa tuổi. Có các tiêu chuẩn chẩn đoán riêng biệt cho trẻ em và những người ở các khu vực trên thế giới có ít nguồn lực hơn.